# 麗格
24°09′42″N 120°38′40″E / 24.161773°N 120.644408°E
丽格（英語：La bella vita）為一棟位於臺中市西屯區的住宅摩天大樓，由ACPV ARCHITECTS建築團隊設計、大陸建設規劃、大陸工程興建，樓高127公尺，地上33層，地下6層，共166戶。
丽格位於台中市惠中路一段上，位處七期重劃區新市政中心，鄰近夏綠地公園、臺中國家歌劇院、臺中市政府以及百貨商圈。

## 設計
「丽格」由Antonio Citterio Patricia Viel and Partners S.r.l. (ACPV)建築團隊設計，ACPV1999年成立於義大利米蘭，為跨類型建築、室內和工業設計公司，其專案類型包括住宅區、公寓大樓、酒店、商業設施、工業區、公共建築整修，以及公共空間、辦公室和展廳規畫。

## 獎項
「丽格」於2021年獲芝加哥雅典娜建築與設計博物館全球建築獎，為台灣唯一獲獎的作品。